# Jens Fuge
Jens Fuge (* 1963) ist ein deutscher Journalist und Autor. Er schrieb Bücher über den Leipziger Fußball sowie die Rocker- und Motorradszene in diversen Ländern.

## Leben
Jens Fuge wurde 1963 in Leipzig geboren. Im Alter von sechzehn Jahren absolvierte er eine Lehre als Aufzugmonteur, die er 1982 abschloss. Ein Jahr später stellte er als Anhänger der BSG Chemie Leipzig illegal eine Fanzeitung her. Die Stasi bedrohte ihn anschließend mit einer Gefängnisstrafe von einem Jahr, es sei denn, er würde eine Verpflichtungserklärung als IM der Staatssicherheit unterschreiben. Fuge beugte sich dem Druck im Mai 1983, kündigte die Erklärung jedoch im November 1984 wieder. In der Zwischenzeit hatte die Stasi festgestellt, dass Fuge keinerlei Kooperationsbereitschaft zeigte und für die erhoffte Zusammenarbeit "wertlos" war. In einer Einschätzung charakterisierte man ihn als "westlich-dekadent" und bemängelte seine "eklatanten politisch-ideologischen Unklarheiten". "Seinen Führungsmitarbeiter versuchte er bewusst zu täuschen". Später organisierte er ein Fanclubtreffen mit dem Bonner SC in der DDR. Seitdem gibt es nicht nur eine Täter-, sondern auch eine Opferakte von Jens Fuge. Sein Personalausweis wurde eingezogen, er engagierte sich bei oppositionellen Aktivitäten unter dem Dach der Kirche. Der gebürtige Leipziger stellte 1985 einen Ausreiseantrag in die Bundesrepublik, dem wenige Monate vor dem Mauerfall stattgegeben wurde. Fuge zog nach Karlsruhe und arbeitete als Paketausfahrer, Monteur und Sportjournalist. 1992 kehrte er wieder nach Leipzig zurück, arbeitete bei der Leipziger Volkszeitung und gründete 1993 die Westend-Presseagentur. Seine Unterschrift unter der Verpflichtungserklärung outete Fuge 2003. Seiner Agentur wurden anschließend die Kampagnen der Leipziger Olympiabewerbung und der Leipziger Freiheit entzogen. Letztere wurde ihm nach einer Beurteilung des Sächsischen Landesbeauftragten für die Unterlagen des Staatssicherheitsdienstes der ehemaligen DDR, Michael Beleites, wieder übertragen.
Seit 1993 übte der Journalist verschiedene Funktionen beim Fußballclub FC Sachsen Leipzig aus: Aufsichtsrat, Vorstandsmitglied im Förderclub "Club der 100", Präsidiumsmitglied (1997–2000), ehrenamtlicher Marketingchef sowie nochmals im Vorstand (2009–2010). Wegen beruflicher Überbelastung gab er dieses Amt auf, ein weiterer Grund war, dass sein Ziel der Wiedervereinigung der Leutzscher Verein Sachsen und Chemie gescheitert war und eine positive Entwicklung von ihm nicht mehr für möglich gehalten wurde. Seither erstellt Jens Fuge vor allem Berichte über seine Motorrad-Reisen in verschiedene Länder und veröffentlicht Reisereportagen im Backroad Diaries-Verlag. Er bereiste oft die USA und Kuba, außerdem schrieb er Reportagen über die Motorrad- und Rockerszene u. a. im Magazin "BikersNews". Dazu nutzte er seine vielen außergewöhnlichen Reisen, die er mit seinem Harley-Davidson-Motorrad bestritt und die ihn nach Syrien, Libanon, Jordanien, Russland, Norwegen, Kuba, USA und Kanada führten. Außergewöhnliche Reportagen gelangen ihm, als er beispielsweise die Gründer der Hells Angels Johnny Angel und Sonny Barger in Arizona in deren Häusern besuchte oder mit dem Sohn des Che Guevara durch Kuba fuhr. Die Trilogie über "Chemie Leipzig und seine Fans" ist das neueste Projekt des Autors und beschäftigt sich auf außergewöhnliche Weise mit der Fanszene des Vereines. Vor allem die Gründe für die sprichwörtliche Aufmüpfigkeit der Chemie-Anhänger zu DDR-Zeiten werden untersucht sowie die Einflüsse und das Einwirken der Staatssicherheit auf Fanclubs und Fans.  Am Beispiel der BSG Chemie wird ein Stück Jugendkultur der DDR aufgezeigt.

## Veröffentlichungen
- Leutzscher Legende. Von Britannia 1899 zum FC Sachsen. Sachsenbuch, Leipzig 1992, ISBN 3-910148-72-7.
- Ein Jahrhundert Leipziger Fußball. Teil 1: Die Jahre 1883 bis 1945. Connewitzer Verlagsbuchhandlung, Leipzig 1996, ISBN 3-928833-23-5.
- Ein Jahrhundert Leipziger Fußball. Teil 2: Die Jahre 1945 bis 1989. Connewitzer Verlagsbuchhandlung, Leipzig 1997, ISBN 3-928833-45-6.
- Leipziger Fußball-Jahrbuch 1996/97. Connewitzer Verlagsbuchhandlung, Leipzig 1997, ISBN 3-928833-47-2.
- 100 Jahre Fußball in Leutzsch – Jubiläums-Schrift. Hrsg.: FC Sachsen Leipzig 1990 e.V., Eigenverlag Westend, 80 Seiten, Format A4, Leipzig 1999, ohne ISBN.
- Die Nummer 1 – 10 Jahre FC Sachsen Leipzig. Eigenverlag Westend, Leipzig 2000.
- Das Ergebnis heißt Leipzig. Connewitzer Verlagsbuchhandlung, Leipzig 2003, ISBN 3-928833-12-X.
- Der Rest von Leipzig: BSG Chemie Leipzig. Agon Sportverlag, Kassel 2009, ISBN 978-3-89784-357-8.
- Harlistas in der Karibik. Backroad Diaries Verlag, Leipzig 2014, ISBN 978-3-9816023-3-3.
- Höllenritt durch Arizona. Backroad Diaries Verlag, Leipzig 2014, ISBN 978-3-9816023-0-2.
- Cuban Harleys, mi Amor. Backroad Diaries Verlag, Leipzig 2015, ISBN 978-3-9816023-4-0.
- Steigt ein Fahnenwald empor (Chemie Leipzig und seine Fans, Band I). Backroad Diaries Verlag, Leipzig 2016, ISBN 978-3-9816023-5-7.
- Kennst du den Platz, wo die Sonne stets lacht? (Chemie Leipzig und seine Fans, Band II). Backroad Diaries Verlag, Leipzig 2017, ISBN 978-3-9816023-6-4.
- Chemisches Element – Meine 45 Jahre in Leipzig-Leutzsch. Backroad diaries Verlag, Fuchshain 2021, ISBN 978-3-949051-02-9 (Buch über Chemie Leipzig).